# Foxy Shazam
Foxy Shazam es una banda estadounidense de rock originaria de Cincinnati, Ohio, formada en el 2005. La banda está formada por el vocalista Eric Sean Nally, el guitarrista Loren Turner, el pianista Sky White, el bajista Daisy, el trompetista y corista Alex Nauth y el baterista Aaron McVeigh. La banda lanzó su álbum debut The Flamigo Trigger independientemente antes de firmar un contrato con Ferret Records, la discográfica con la cual grabaron su segundo álbum, Introducing. El año siguiente, la banda grabó por primera vez con el productor multiplatino John Feldmann. Foxy Shazam firmó con Sire Records (un subsidiario de Warner Bros. Records) y lanzaron su álbum homónimo en el 2010. El cuarto álbum de la banda, The Church of Rock and Roll, fue lanzado en enero de 2012. Tras la publicación de su LP de 2014, Gonzo, la banda anunció un descanso por tiempo indefinido que finalizó en 2020.

## Estilo de música e influencias
Una frase del vocalista Eric Sean Nally sobre la influencia de la banda: "Cuando escucho a Foxy Shazam, pienso en Evel Knievel: Bruce Springsteen; mi infancia; Van Morrison; mis viejos amigos de la escuela con quienes ya no hablo; Elton John; los 50, 60, 70, 80, 90 y lo que va después; Iggy Pop; y mi primer beso."
Eric Sean Nelly dijo también que un álbum que lo influenció fue Jagged Little Pill de Alanis Morissette. Muchos medios de comunicación comparan a la banda con Queen y Meat Loaf por su forma dramática. Una opinión, "Si Noel Fielding y Freddie Mercury hubieran tenido un hijo, ese sería el vocalista de Foxy Shazam, Eric Sean Nelly." 
La revista Alternative Press comparó a la banda con Queen, My Chemical Romance, y The Darkness mientras que también creen que la banda tiene un sonido único que merece ser escuchado en vivo. El líder de la banda punk rock The Squids, Joey Spatafora, declaró a Foxy Shazam como la segunda banda más grande de Rock and Roll después de The Beatles, y predijo que Foxy Shazam sería incluida en el Salón de la fama del Rock and Roll en el 2029.

## Origen de su nombre
La banda declaró que su nombre fue originado por los viejos compañeros de clase de Eric Sean Nelly. Foxy Shazams significa "Zapatos Geniales".

## Miembros
Miembros actuales.
- Eric Sean Nally - voz
- Loren Daniel Turner - guitarra
- Daisy Caplan - bajo
- Schuyler Vaughn White - teclado
- Alex Nauth - trompeta/coros
- Aaron McVeigh - batería

Miembros anteriores.
- Joseph Allen Halberstadt
- Elijah Rust
- Jamison Pack
- Patricio Gutiérrez
- Teddy Aitkins
- John Sims
- Skylyn Ohlenkamp
- Dustin Weddle
- Trevor Erb
- Ryan Hogle
- Baron Walker
- Doonie More

## Discografía
- 2005: The Flamingo Trigger
- 2008: Introducing Foxy Shazam
- 2010: Foxy Shazam
- 2012: The Church of Rock and Roll
- 2014: Gonzo
- 2020: Burn
- 2022: The Heart Behead You
- 2023: Dark Blue Night

- Datos: Q2077415
- Multimedia: Foxy Shazam / Q2077415